# Кобзарівка (Олександрійський район)
Кобзарі́вка — село в Україні, у Великоандрусівській сільській громаді Олександрійського району Кіровоградської області. Населення становить 126 осіб.

## Населення
Згідно з переписом УРСР 1989 року чисельність наявного населення села становила 159 осіб, з яких 64 чоловіки та 95 жінок.
За переписом населення України 2001 року в селі мешкало 126 осіб.

### Мова
Розподіл населення за рідною мовою за даними перепису 2001 року:
| Мова       | Відсоток |
| ---------- | -------- |
| українська | 90,48 %  |
| російська  | 8,73 %   |
| інші       | 0,79 %   |